# Пухлы (Подляское воеводство)
Пухлы (пол. Puchły) — деревня в Хайнувском повете Подляского воеводства Польши. Входит в состав гмины Нарев. Находится примерно в 21 км к северо-западу от центра города Хайнувка. По данным переписи 2011 года, в деревне проживало 42 человека.

## Население
Жители деревни — преимущественно этнические белорусы, разговаривающие на подляшском диалекте, православные (прихожане местного храма Покрова Божией Матери).

## История

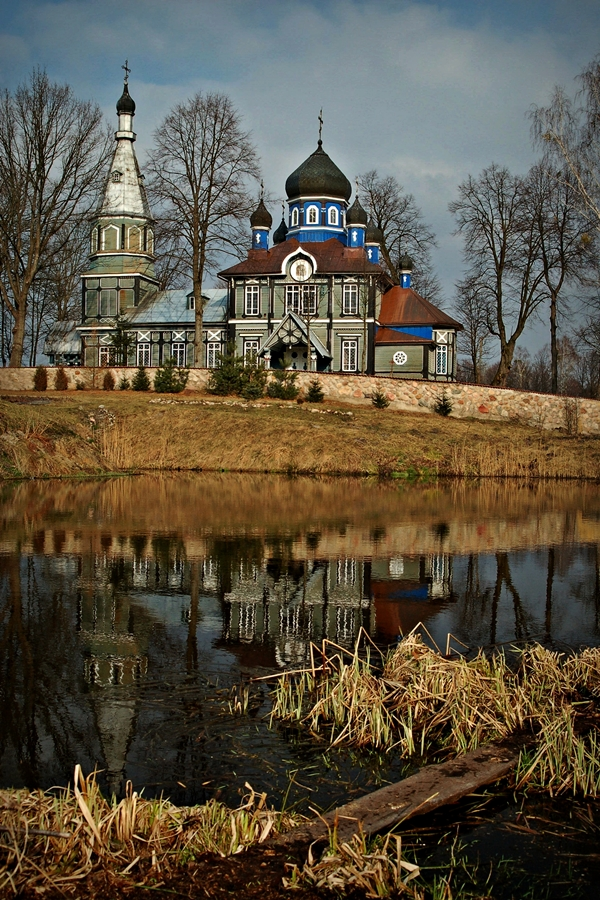
Церковь Покрова Богородицы

Пухлы впервые упоминается в 1561 году, когда Томас Пухлович (сын войта Трасьцянки) основал здесь небольшой двор с поместьем. От его фамилии и пошло название деревни. Первая православная церковь в Пухлах упоминается в 1578 году. Согласно народной легенде раньше на месте церкви проживал в шалаше человек болен опухолью. Во время молитвы явилась ему икона Покрова Божией Матери, для которой была построена церковь. Первые исторические сведения связанные с Пухловской иконой Покрова относятся только к 1756 году, когда владелец деревни Иосиф Вильчевский профинансировал строительство новой церкви взамен разрушенной ураганом старой. Уже тогда икона считалась чудотворной, о чём свидетельствовали были многочисленные паломничества. Эта церковь простояла до пожара 1773 года, когда икона сгорела. Обновлённая икона, изготовленная в конце XVIII века, существует по сей день. На её канте надпись:
Твое явленіе всюду Мати была

И страну нашу чудно прославила,

Свидетельствуют в Пухловском приходе

Што дары твоя ліются в народе.
В Пухлах зьявила святая икона,

Там Мати Божа, там есть и заслона,

Ты бо Пречиста Пухлы возлюбила

И чудесами всех нас просветила.
Новая церковь была построена только в 1798 году. После возвращения униатов к православию священником в Пухлах был о. Григорий Сосновский (с 1842 года), усилиями которого в 1850 году в Пухлах была основана школа, а при церкви действовала библиотека. 8 августа 1863 года повстанческий отряд Казимира Кобылинского столкнулся вблизи села с 5-м полком Донской казаков. Просветительскую деятельность о. Г. Сосновского (умер в 1893 г., похоронен при церкви) продолжил его сын - о. Флор Сосновский, который основал близ села в урочище Ставок учительскую семинарию. Накануне Первой мировой войны началось строительство новой церкви, и было завершено только в 1918 году.
В селе Пухлы (Пухлое) родился Ярослав Савицкий (1882—1937), православный священник, расстрелянный НКВД на Бутовском полигоне под Москвой, канонизирован Русской православной церковью в 2000 году.